# 介護療養型医療施設
| 居宅型 3,889億円 （49.5%）   | 訪問通所 3,054億円 （38.9%） | 訪問介護／入浴             | 816億円（10.4%）   |
| 居宅型 3,889億円 （49.5%）   | 訪問通所 3,054億円 （38.9%） | 訪問看護／リハ             | 211億円（2.7%）    |
| 居宅型 3,889億円 （49.5%）   | 訪問通所 3,054億円 （38.9%） | 通所介護／リハ             | 1,777億円（22.7%） |
| 居宅型 3,889億円 （49.5%）   | 訪問通所 3,054億円 （38.9%） | 福祉用具貸与               | 247億円（3.2%）    |
| 居宅型 3,889億円 （49.5%）   | 短期入所（ショートステイ）   | 短期入所（ショートステイ） | 375億円（5.8%）    |
| 居宅型 3,889億円 （49.5%）   | その他                       | その他                     | 458億円（4.9%）    |
| 地域密着型 948億円 （12.1%） | 小規模多機能型居宅介護       | 小規模多機能型居宅介護     | 182億円（2.3%）    |
| 地域密着型 948億円 （12.1%） | 認知症グループホーム         | 認知症グループホーム       | 509億円（6.5%）    |
| 地域密着型 948億円 （12.1%） | 地域密着型介護老人福祉施設   | 地域密着型介護老人福祉施設 | 134億円（1.7%）    |
| 地域密着型 948億円 （12.1%） | その他                       | その他                     | 123億円（1.6%）    |
| 施設型 2,593億円 （34.9%）   | 介護福祉施設（特養）         | 介護福祉施設（特養）       | 1,363億円（17.4%） |
| 施設型 2,593億円 （34.9%）   | 介護老人保健施設（老健）     | 介護老人保健施設（老健）   | 1,017億円（12.9%） |
| 施設型 2,593億円 （34.9%）   | 介護療養施設                 | 介護療養施設               | 227億円（2.9%）    |
| 居宅介護支援（ケアマネ）     | 居宅介護支援（ケアマネ）     | 居宅介護支援（ケアマネ）   | 408億円（5.2%）    |
| 総額                         | 総額                         | 総額                       | 7,854億円          |

介護療養型医療施設（かいごりょうようがたいりょうしせつ）とは、医療法に基づき、病状が安定期にある要介護者に対し、医学的管理のもとに介護その他の世話や必要な医療を行う施設。別称に介護療養病床、療養型病院がある。
医療や看護をほとんど必要としない入所者が多く、介護保険給付費の無駄が指摘されているほか、医療保険が適用される療養病床と機能が似ていることが問題となっている。
2006年、厚生労働省が実態調査を実施し、介護療養型医療施設と医療療養型病院を利用する対象者の状況に大きな差がなかったことが判明した。これに基づき、同省は2011年度末に該当施設を廃止し、他の介護保険施設へ転換する方針をとった。
それにより2018年には介護医療院が創設されたが、介護療養型医療施設の他施設への転換および入所者の転院が進まなかったことを理由として廃止期限を2018年3月31日に延長した。なお、日本医師会は医療ニーズの高い利用者が存在することを理由として、介護療養型医療施設の存続を要望している。だが、同省主導の調査によって、入居者の医療依存度の高さは同程度かつ明確な棲み分けが出来ていない実態が発覚した点や介護療養型医療施設では想定以上に長期入居者が多かった為、医療費や社会保障費の圧迫も問題視されていた面から、同省は2024年3月末での介護療養型医療施設の廃止を決定し再編成の必要の旨を含めた最終判断を下した。以後は経過措置が執られ、2024年3月末までは同施設の利用が可能となった。